# Montirat, Tarn
Montirat är en kommun i departementet Tarn i regionen Occitanien i södra Frankrike. Kommunen ligger i kantonen Monestiés som tillhör arrondissementet Albi. År 2022 hade Montirat 266 invånare.

## Befolkningsutveckling
Antalet invånare i kommunen Montirat
| Referens: INSEE |